# مقاطعة مالانجي
مالانجي هـي أحد مقاطعات أنغولا وتقع في الشمـال، يقدر عدد سكانها بحوالي 968 ألف نسمة وتتربع على مساحة قدرها 97,602 كم2 وعاصمتها هـي المدينة مالانجي.

## الموقع الجغرافي
تقع مقاطعة مالانجي في شمال أنغولا تحدهـا من الجنوب مقاطعة بيي ومن الغرب مقاطعتي كوانزا سول وكوانزا نورت ومن الشرق مقاطعتي لوندا نورتي ولوندا سول ومن الشمال جمهورية الكونغو الديموقراطية ومقاطعة أوجي.

## المحافظات
نقسم مقاطعة مالانجي إلى 14 محافظات هي:
| - ألتو شيكابا - شيلواج - دالا - كاكولو - كوكومبي - مونا-كيمبوندو - موكوندا | - موريـي - سوريمو - سومبو - كساسيني - كازيجي - كاسي سول - لاما كساي |

## البلديات
وتنقسـم إلى 67 بلدية هـي:

## روابط خارجية
- الموقـع الرسمـي
- معلومات عـن المقاطعة في موقع إينفـو أنغولا